# Essenbach
Essenbach település Németországban, azon belül Bajorországban. Lakosainak száma 12 340 fő (2023. december 31.). Essenbach Ergolding, Hohenthann, Ergoldsbach, Postau, Niederaichbach és Landshut községekkel határos.

## Népesség
A település népessége az elmúlt években az alábbi módon változott:
| Lakosok száma | 6248 | 4262 | 11 162 | 11 335 | 11 547 | 11 804 | 11 997 | 12 027 | 12 358 | 12 340 |
|               | 1970 | 1975 | 2011   | 2012   | 2014   | 2015   | 2017   | 2019   | 2022   | 2023   |